# アンヘル・ヒメネス・ガジェゴ
アンヘル・ヒメネス・ガジェゴ（Ángel Jiménez Gallego、2002年6月22日 - ）は、スペイン・グラナダ出身のサッカー選手。SDポンフェラディーナ所属。ポジションはGK。

## クラブ経歴
アンダルシア州のグラナダに生まれ、2020-21シーズンにBチームデビューを果たすと、そのシーズン中の11月8日、レアル・ソシエダ戦にてトップチームデビューを飾った。この時18歳と4ヶ月16日だったヒメネスは、グラナダ史上最年少でトップチームデビューをした選手となった。
2023年8月2日、SDポンフェラディーナに移籍した。